# カール・ツァイス
カール・ツァイス (Carl Zeiss) は、次のいずれかをいう。
1. 1846年にイェーナで創業し1889年「カール・ツァイス財団」傘下に入ったドイツの光学機器製造会社カール・ツァイス社
2. 1889年エルンスト・アッベにより設立され「カール・ツァイス社」を傘下としたカール・ツァイス財団（Carl Zeiss Stiftung ）
3. カール・ツァイス財団とその傘下企業を含んだカール・ツァイス・グループ
4. カール・ツァイス社によって他企業に使用を許可した光学関連商品のブランド名

本稿においては、カール・ツァイス AGを含め、カール・ツァイス・グループ全体について解説する。

## カール・ツァイス AG
カール・ツァイス AG (Carl Zeiss AG) は、ドイツの光学機器および光電子工学のメーカーで、1846年に光学者のカール・ツァイスがドイツのイェーナで設立した会社である。エルンスト・アッベ（1866年入社）、オットー・ショット（1884年入社）と共に、今日の多国籍企業の基礎を築いた。現在のツァイスは、東西ドイツのカール・ツァイス社の再統一と1990年代の統合によって誕生した。ツァイスは、ほぼ50カ国で産業品質と研究、医療技術、消費者市場、半導体製造技術の4つの事業分野でほぼ同程度の売上で活動しており、世界中に30の生産拠点と約25の開発拠点を持つ。
カールツァイスAGは、ツァイスグループ内の全子会社の持株会社であり、そのうちカールツァイスメディテックAGは株式市場で取引されている唯一の会社である。カールツァイスAGは財団法人カールツァイス財団の所有となっている。カールツァイスグループは南ドイツの小さな町オーバーコッヘンに本社を置き、東ドイツのイェーナには第二の創業地がある。カールツァイス財団は、マインツとイェーナにあるガラスメーカー、ショット AGも支配下に置いている。カールツァイスは現存する世界最古の光学機器メーカーの一つである。

## 歴史

### 誕生～発展

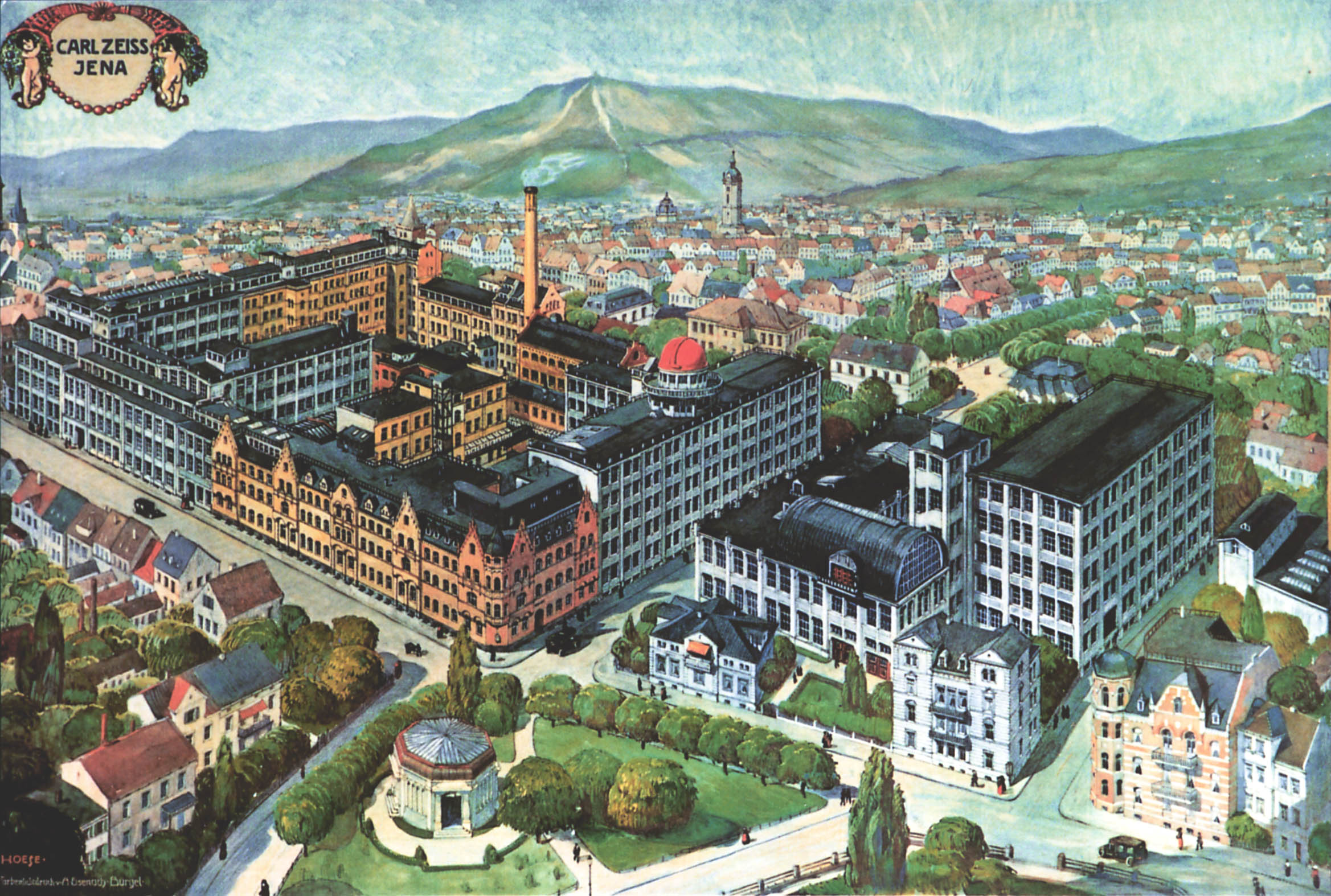
1910年頃のツァイス工場

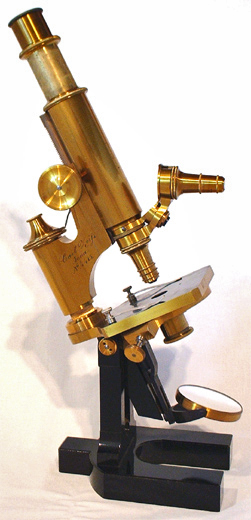
ツァイスの顕微鏡

カール・フリードリヒ・ツァイスはイェーナに顕微鏡製造のための工房を開設し、イェーナ大学の植物学者で細胞説で有名なマティアス・ヤーコプ・シュライデンの激励を受け大学の研究室で使われる光学機器を製作し、高い評価を受けるようになった。当時の志は一流顕微鏡の製造であり、そのために州庁に工場設立の申請を出したが許可はなかなか許可されなかった。ツァイスは父から100タラーの融資を受けて1846年秋業務を開始した。業務開始後まもない1846年11月19日付でザクセン＝ヴァイマル＝アイゼナハ大公国の州監督から許可通知書が発行された。
ツァイスはさらにシュライデンの助言を受けて顕微鏡を改良し1850年代以降には顕微鏡の品質で一般から広く認められるようになる。チューリンゲン一般工業博覧会で1857年に銀賞、1861年には金賞を獲得。1866年には通算生産台数1,000台を数えた。
しかし工業博覧会などでの成功にもかかわらず、ツァイスは製品に満足していなかった。学問の発展に伴い研究用機器への要求はますます高度になりつつあり、改良の糸口を数学的計算に基づく設計に求め、自力で公式を立てようと試みたが、ツァイスに数学の知識がなく、すでに高齢であったこともあり、思うような結果は得られなかった。さらなる発展は望むには専門的に光学を勉強したブレーンが会社に必要と判断し、以前師匠のカール・ケルナーと働いていた数学者バアルフウスに助言を求めたが、この試みは無駄になった。1866年にイェーナ大学の講師エルンスト・アッベと学術実験用の機器製作を通じて知り合い、助言を求め、アッベも実際の検証が伴わない理論など神学に毛の生えたようなものでどうしても高度な実験機材が必要だと考えていた。ここで両者は一致したが、アッベは機械や簡単な望遠鏡には数学を応用することは可能でも顕微鏡への応用はあまりに複雑で難しいと考えており、ツァイスに釘を刺した上で数学的な計算には応じる旨同意、共同で光学機器の性能向上技術を開発するようになった。当初は経験に公式を当てはめたような状態であったが1872年にはアッベの計算に基づいて設計された顕微鏡が出荷され、高く評価された。業績は著しく向上し、1875年にツァイスはアッベに共同経営に参画するよう働きかけ、1876年にアッベは共同経営者として参加した。この頃の従業員数は50人程になっていた。
次に障害になったのは光学ガラスの素材であったが、1879年からフリードリッヒ・オットー・ショットがガラス工学技術を提供することとなり、良質のガラスをレンズの材料とすることによって世界最高水準の光学機器会社としてさらに発展することとなった。
高い評価を聞きつけて優秀な人材が集まるようになり、例えば1886年にはすでに高名な数学者だったパウル・ルドルフを迎えている。

### 財団の誕生
アッベはことあるごとにツァイスに対し工場経営の抜本的改革を申し入れていたが、実現しないままカール・フリードリヒ・ツァイスは死去した。アッベは自らが所有する会社の株はもとより、カール・ツァイスの息子で共同経営者だったローデリヒ・ツァイス（Roderich Zeiss ）にも迫って株の譲渡を受け、1891年6月30日すべての株を財団所有とした。これによってカール・ツァイス社にはひとりの株主もいなくなり、財団によって運営される希有の企業形態となった。アッベにより定められた財団の定款は財団の使命として次の項目を謳っている。
1. 応用指向の研究を基本姿勢として、光学、ガラス技術、精密機械技術および電子工学の分野で高品質の製品を開発・製造する。
2. 全従業員に対して長期的に社会的責務を果たす。
3. 財団外においても、重要な科学技術分野の発展に資する。
4. 公共的な使命の達成に協力する。

また企業戦略は次の原則に基づいて決定されるとした。
1. 学術、技術および市場は三位一体となって発展する。
2. 学術、技術および経済は人間に奉仕するものであって、この逆ではない。
3. 企業は、従業員との特別な連携のもとに存在する。
4. 決定過程への参加によって従業員の創造性が高揚される。

財団は、当時1日14時間労働から12時間労働に短縮するかどうかを議論していたドイツ産業界の労働慣行から見れば過激な9時間労働制、年次有給休暇、年金制度などの概念を導入、世界に先駆けて整備し、労働者の待遇改善に努めた。アッベは光学器械製造業者の大会で9時間労働制と時間外労働手当や休日出勤手当の法制化を主張したが、これは激しい反対に遭いまた軍国主義的なプロイセン政府からも法案の採用を拒否されている。
1900年4月1日には念願通り8時間労働制を実現し、現在の労働時間の先鞭を付けた。
1919年にはフリードリッヒ・オットー・ショットも自己持ち分をカール・ツァイス財団に提供し、カール・ツァイス財団はカール・ツァイス社とショット社の単独所有者となった。
また技術的に価値の高い新規の発明については特許を取ることを禁じ、進んで公開するものとした。他社が経営上の理由から二の足を踏む分野に対しても財団傘下の企業が積極的な技術開発を行い得たのは上記のような財団の経営方針によるものである。
このような労働政策や企業理念がグループの労働者の労働意欲を大いに向上し生産性を飛躍的に高め、結果として19世紀末から軍事や医学その他の専門分野で世界中どこへ行っても最高の性能を備えた製品として使われた。これにより世代によってはカール・ツァイスの名に絶対的権威の象徴としての伝説的な響きを感じる人も多い。
1923年8月カール・ツァイスの技師ヴァルター・バウアースフェルト（Walther Bauersfeld ）は世界初の近代的プラネタリウム「ツァイス1型」を製造した。このプラネタリウムは1923年10月21日にドイツ博物館にて公開され、現在も展示されている。
ツァイス財団の「人類の福祉に貢献する」という社是は、ナチスが台頭してくると「マルクス主義的」と見なされ、経営に容喙される原因になったといわれている。
財団傘下の企業は以下をはじめとして数多い。
- カール・ツァイス - 天体望遠鏡や顕微鏡、眼鏡、光学照準器、写真レンズなどを製造。
- ツァイス・イコン - ドイツの主要なカメラメーカーの大同団結的合併により誕生したカメラメーカーで、カール・ツァイス財団の傘下でイコンタ、イコフレックス、コンタックス、コンタレックス等のカメラを開発製造した。
- ショット - 光学ガラス、医療・理化学用ガラス、その他特殊ガラス材料、およびそれらを用いた製品の開発、製造、販売。

### 東西分断

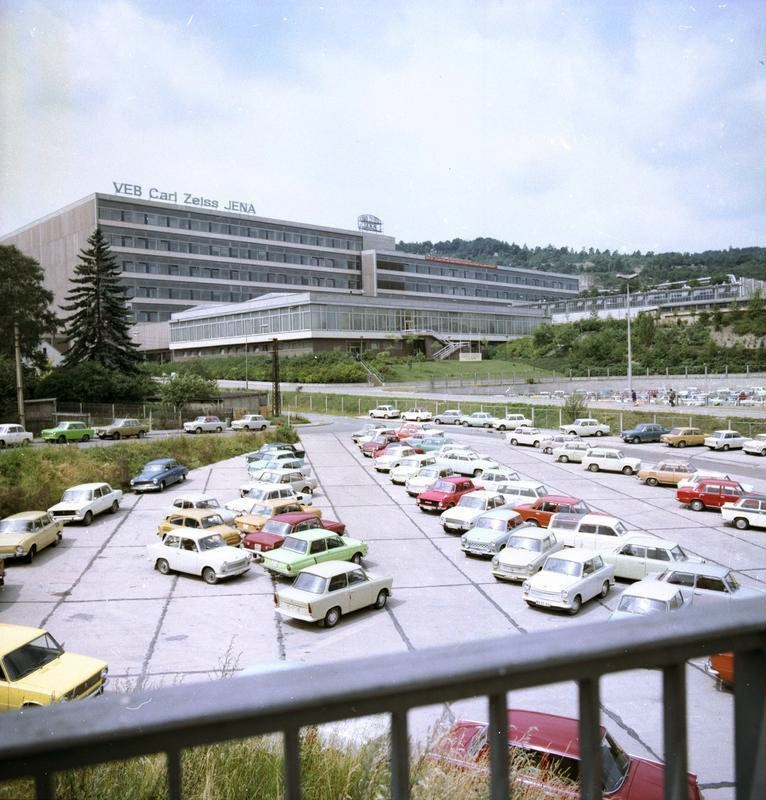
東ドイツ側の人民公社カール・ツァイス・イェーナ（1978年）

20世紀初頭から第二次世界大戦までの期間、カール・ツァイスは世界の最先端を走る光学機器会社として君臨した。しかし、第二次世界大戦におけるドイツ敗戦の影響は、カール・ツァイスにおいても多大な影響を及ぼした。
第二次世界大戦の敗戦直後、ドイツの東西分断により、ドイツ東部にあったイェーナはソ連占領統治下に置かれた。しかしアメリカ軍はカール・ツァイスの光学技術をソ連にそのまま渡すことを阻止するためソ連軍に先んじてイェーナに入り、1945年6月24日に125名の技術者とその家族を拉致、また8万枚の図面とともにイェーナを出発、オーバーコッヘンに移動させ、ツァイス・オプトン(Zeiss Opton)として光学機器の生産を引き継いだ。一方ソ連軍はイェーナの工場群を接収、残った技術者もソ連に送った。これによってカール・ツァイスは東西に分裂した。東側はイェーナに半官半民の「人民公社カール・ツァイス・イェーナ」(Carl Zeiss Jena)を設立、このイェーナのカール・ツァイスは東ドイツの誇る光学機器メーカーとして存続した。その後1970年代になると東西のカール・ツァイスはどちらも有名な一流企業に復活し世界市場で競合するようになり、どちらも戦前からの商標を使用していたため競合が生じ、ロンドンの国際司法裁判所に本拠地がどちらなのか判決を求め、1971年4月26日に「カール・ツァイス財団の本拠地はイエーナである」旨が確認された。また東ドイツのカール・ツァイスの提案で会議が開かれ、
1. 西側諸国では西側のカール・ツァイスが「カール・ツァイス」を、東側のカール・ツァイスが「カール・ツァイス・イエナ」を名乗る[8]。
2. 東側諸国では東側のカール・ツァイスが「カール・ツァイス」を、西側のカール・ツァイスが「カール・ツァイス・オプトン」(Carl Zeiss Opton)を名乗る[8]。
3. アフリカ、アジア、中南米地域では双方が「カール・ツァイス」を使用する[8]。
4. 西側諸国のうちイギリスと日本は例外的に双方が「ツァイス」を使用する[8]。

と決められた。同様に戦前からの商標が使えない地域向けの商品には、ビオターがB、ビオゴンがBi、ビオメターがBm、フレクトゴンがF、プラナーがPl、ゾナーがSまたはSo、テッサーがT、ディスタゴンがDi、ミクロターがMなど略号で示されているものがある。
サッカークラブのFCカールツァイス・イェーナは1903年に創設され、東ドイツ（DDR）時代には国を代表する強豪チームであった。2009-2010シーズン現在、ブンデスリーガ3部に所属している。

### 東西統一～その後
1989年～1990年に渡って行われたドイツ再統一により、東西に分かれていたカール・ツァイスも統合の道を歩むことになる。イェーナにあったツァイスは東ドイツの経済の低迷に伴い経営に行き詰まっており、実質的にオーバーコッヘンのツァイスが吸収する形となった。現在もカール・ツァイス本社はオーバーコッヘンに置かれている。一方イェーナには1991年にイエナオプティックが設立され、東側のカール・ツァイスの一部事業は同社が継承している。
近年では半導体露光機（ステッパー）を製造しているオランダのASMLに光学系を独占的に供給している。また、光学系に光ファイバーを用いたプラネタリウム投影機の生産も行っている。

### 製品
以下の光学機器の他に軍用として艦砲用光学測距儀、潜水艦の潜望鏡、銃器用の照準器など、医療用にはコルポスコープなども製造している。
原語のアルファベット順に一覧にする。
- カール・ツァイスの天体望遠鏡製品一覧

- カール・ツァイスのレンズ製品一覧
  - ビオゴン
  - ビオメター
  - ビオター
  - ディスタゴン
  - ホロゴン
  - プラナー
  - プロター (レンズ)
  - ゾナー
  - テッサー
  - バリオゾナー
  - バリオテッサー
  - ウナー

- ツァイス・イコン
  - ボックステンゴール
  - コンタフレックス
  - コンタレックス
  - コンタックス
  - イカレックス
  - イコフレックス
  - イコンタ

## 人物

### 所属した設計者
- エルンスト・アッベ
- エルンスト・ヴァンデルスレプ
- ルートヴィッヒ・ベルテレ
- パウル・ルドルフ
- ロベルト・リヒテル
- ウィリー・ウォルター・メルテ

### 関係のある人物
- カール・デーニッツ - 父エミル・デーニッツはカール・ツァイス社の技師だった。

## ブランド供与と提携
カール・ツァイスは数多くの企業に「カール・ツァイス」のブランドの使用を許可している。フィルムカメラ時代には京セラオプテックがカール・ツァイスブランドで多くのレンズを開発した。コンタックスは、ヤシカとの連携で造られたブランドで、レンズをカール・ツァイス、ボディーをヤシカが製造した。デジタルカメラ世代になってからはソニーが数多くのカール・ツァイスブランドのレンズを設計・販売している。コシナは2005年よりカール・ツァイスブランドのレンズの製造を開始し、ソニーや富士フイルムなどに供給している。そのほかにも共同開発や提携によって「カール・ツァイス」の名前で光学製品を製造・販売する会社は多い。

### 提携企業
- アーノルド&リヒター
- アルパ
- コシナ
- ハッセルブラッド
- 京セラ
- ライカ
- ローライ
- ロジクール
- ソニー
  - サイバーショット
  - α
  - ハンディカム
  - Xperia
- 富士フイルム
  - 富士フイルム Xシリーズ
- ヤシカ
  - コンタックス
- ノキア
  - SoftBank 705NK
  - SoftBank X02NK
- Vivo

## 製品利用の歴史

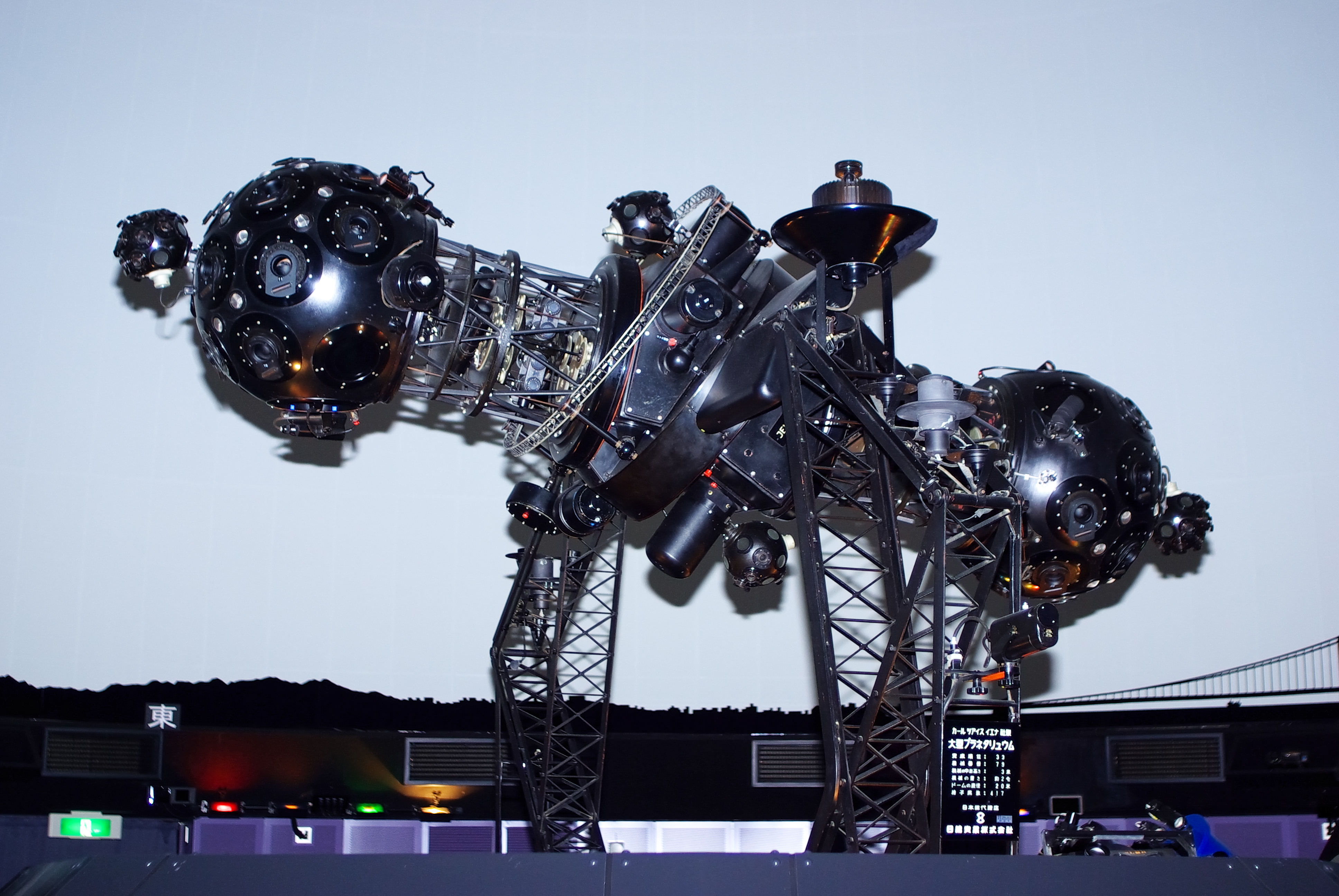
カールツァイスイエナ製プラネタリウム 兵庫県明石市 明石市立天文科学館　カールツァイスイエナ製MCフレクトゴン35mmF2.4で撮影

- ロベルト・コッホ - 1876年、カール・ツァイス製の顕微鏡を使って炭疽菌を発見。細菌が感染症の病原体であることを証明した。
- 現在世界最大の映画用レンズメーカーである。（映画用カメラの最大手であるドイツのアーノルド&リヒターとの提携）
- 東郷平八郎 - 5倍と10倍兼用の双眼鏡が発売されて間もない1904年（明治37年）、小西本店（コニカを経て現コニカミノルタ）が輸入したものを購入愛用し、日本海海戦でも戦艦三笠艦上で敵の沈没状況や降伏信号の確認等に使用した。
- 大阪市立電気科学館 - 1937年に開館、アジア初のプラネタリウムとして「カール・ツァイスII型」が導入された。戦火をくぐり抜けた投影機は1989年の閉館まで稼働し、1100万人以上の入館者を集めた。後継施設である大阪市立科学館に静態展示されている（電源投入は可能）。
- 東日天文館 - 1938年、日本で2番目のプラネタリウムとして「カール・ツァイスII型」が導入されたが、1945年5月25日の山の手大空襲により投影機は失われた。
- 天文博物館五島プラネタリウム - 1957年、「カール・ツァイスIV型」の1号機が導入され、東京にプラネタリウムが復活した。2001年の閉館まで1600万人の入館者を集めた。閉館後、渋谷区に寄贈されて分解保管されていたが、2010年、コスモプラネタリウム渋谷開館にあわせて渋谷区文化総合センター大和田の2階に静態展示された。
- 明石市立天文科学館 - 1960年の開館時、プラネタリウムに「ツァイス・イエナユニバーサル23/3型」を導入し、現在も稼働中。稼働期間の長さは日本一で、世界でも第5位となっている。
- 名古屋市科学館 - 1962年の開館時、プラネタリウムに「カール・ツァイスIV型」を導入。2010年8月末の引退まで1500万人以上の入館者を集めた。2011年3月からは、新築された35mドームにおいて「ユニバーサリウム9型」（type UNIVERSARIUM Model IX ）が稼働。旧投影機はコンソールも含め動作可能な状態で展示されている。
- 旭川市科学館 サイパル - 2005年の移転新築に合わせ、プラネタリウムに「ZMPスターマスター」を導入している。移転前もカール・ツァイス製の投影機「ツァイス・イエナZKP-1型」を使用していた。
- 京都大学 - 飛騨天文台に1972年65cmケプラー式望遠鏡、1979年60cmグレゴリー式望遠鏡[注釈 2]を導入している。